# Dancia Penn

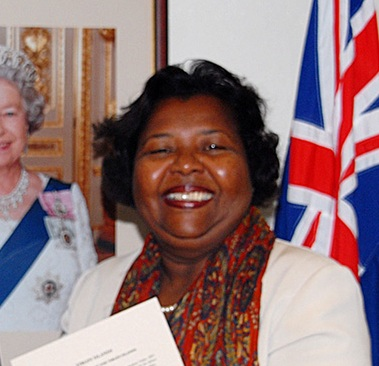
Dancia Penn-Sallah

Ruth Dancia Penn, OBE QC (sinh năm 1951) là một chính trị gia Quần đảo Virgin thuộc Anh và là cựu Phó Thống đốc Quần đảo Virgin thuộc Anh từ ngày 20 tháng 9 năm 2004 đến ngày 1 tháng 4 năm 2007. Bà cũng từng là Tổng chưởng lý của Quần đảo Virgin thuộc Anh từ năm 1992 đến 1999.
Penn là người phụ nữ đầu tiên được bổ nhiệm làm Phó Thống đốc, và là Người đầu tiên của Đảo Trinh nữ Anh (và cho đến nay, là người duy nhất) làm Tổng chưởng lý.
Bà phục vụ ngắn gọn với tư cách là Thống đốc diễn xuất của Quần đảo Virgin thuộc Anh trong năm 2006 trong khoảng cách giữa Tom Macan rời nhiệm sở và David Pearey đảm nhận cuộc hẹn.
Về mặt chuyên môn, Dancia Penn có tên thời con gái, nhưng tên hợp pháp của cô đã được đổi thành Bà Dancia Penn-Sallah kể từ khi kết hôn với Thuyền trưởng Sallah, cựu Đăng ký Tàu tại Quần đảo Virgin thuộc Anh.

## Chính trị
Vào tháng 7 năm 2007, Penn tuyên bố ứng cử vào vị trí thứ 8 trong cuộc Tổng tuyển cử được tổ chức vào ngày 20 tháng 8 năm 2007 tại Quần đảo Virgin thuộc Anh thay mặt cho Đảng Quần đảo Virgin (VIP). Bà được bầu vào chức vụ, đánh bại Lloyd Black đương nhiệm, và bà được bổ nhiệm làm Bộ trưởng Bộ phúc lợi và phúc lợi, và là Phó Thủ tướng của Quần đảo Virgin thuộc Anh. Tuy nhiên, trong cuộc Tổng tuyển cử được tổ chức vào ngày 7 tháng 11 năm 2011, bà đã mất ghế quận 8 của mình cho Marlon Penn.
Đã có sự suy đoán đáng kể sau năm 2007 rằng khi Thủ tướng của Quần đảo Virgin thuộc Anh, Ralph T. O'Neal nghỉ hưu, Penn sẽ được bổ nhiệm làm người kế nhiệm ông với tư cách là người lãnh đạo Đảng Quần đảo Virgin, và từ đó trở thành nữ Thủ tướng đầu tiên trong Lãnh thổ. Thất bại của bà trong cuộc bầu cử năm 2011 đã loại trừ khả năng đó (hoặc ít nhất là hoãn lại) khả năng đó. Sau đó, ông đã chạy lại cho cơ quan lập pháp trong cuộc Tổng tuyển cử năm 2015, nhưng hoạt động với tư cách là một ứng cử viên độc lập thay vì là ứng cử viên của Quần đảo Virgin, và chạy ở quy mô lớn hơn là cho quận 8. Bà không được bầu vào năm 2015.

## Tư pháp
Năm 2007, Penn đã có một cuộc hẹn tạm thời với tư cách là một thẩm phán diễn xuất của Tòa phúc thẩm Tòa án Tối cao Đông Caribe. Bà được yêu cầu từ bỏ cuộc hẹn đó ngay sau khi chính thức tham gia chính trị với tư cách là một ứng cử viên.

## Lịch sử bầu cử
| Năm | Huyện  | Buổi tiệc            | Phiếu bầu | Tỷ lệ phần trăm | Thắng / thua ký quỹ | Kết quả                |
| --- | ------ | -------------------- | --------- | --------------- | ------------------- | ---------------------- |
| 2007 | Quận 8 | Đảng Quần đảo Virgin | 453       | 52,4%           | +64                 | Thắng                  |
| 2011 | Quận 8 | Đảng Quần đảo Virgin | 423       | 38,8%           | -101                | Mất đi </br> M.. Cờ lê |
| 2015 | Lớn    | Độc lập              | 1,837     | 5,1%            | -2,822              | Mất đi*                |
| 2019 | Lớn    | Độc lập              | 1.607     | 4,1%            | -2,329              | Mất đi*                |
| * Đối với các ứng cử viên lớn (tổng tuyển cử) đã giành chiến thắng, đây là mức chênh lệch phiếu bầu so với ứng cử viên thứ 5 (tức là ứng cử viên có số phiếu cao nhất không được bầu). Đối với những ứng cử viên lớn thua cuộc, đây là sự khác biệt về số phiếu so với ứng cử viên đứng thứ 4 (tức là ứng cử viên có số phiếu bầu thấp nhất đã được bầu). |        |                      |           |                 |                     |                        |

## Văn phòng
| Cơ quan chính trị       | Cơ quan chính trị                                        | Cơ quan chính trị     |
| ----------------------- | -------------------------------------------------------- | --------------------- |
| Trước bởi Karl Trotman  | Tổng chưởng lý quần đảo Virgin thuộc Anh </br> 1992-1999 | Sau bởi Cherno Jallow |
| Trước bởi Elton Georges | Phó Thống đốc Quần đảo Virgin thuộc Anh </br> 2004-2007  | Sau bởi Elton Georges |
| Trước bởi Lloyd Đen     | Hội đồng thành viên, quận 8 </br> 2007-2011              | Sau bởi Marlon Penn   |